# كيتي بلاك
كيتي بلاك (بالإنجليزية: Dorothy Black)‏ هي مترجمة جنوب أفريقية، ولدت في 30 أبريل 1914 في جوهانسبرغ في جنوب أفريقيا، وتوفيت في 26 ديسمبر 2006 في مستشفى تشيلسي ووستمنستر في المملكة المتحدة.

## وصلات خارجية
- كيتي بلاك على موقع ميوزك برينز (الإنجليزية)
- كيتي بلاك على موقع قاعدة بيانات برودواي على الإنترنت (الإنجليزية)